# Estrima

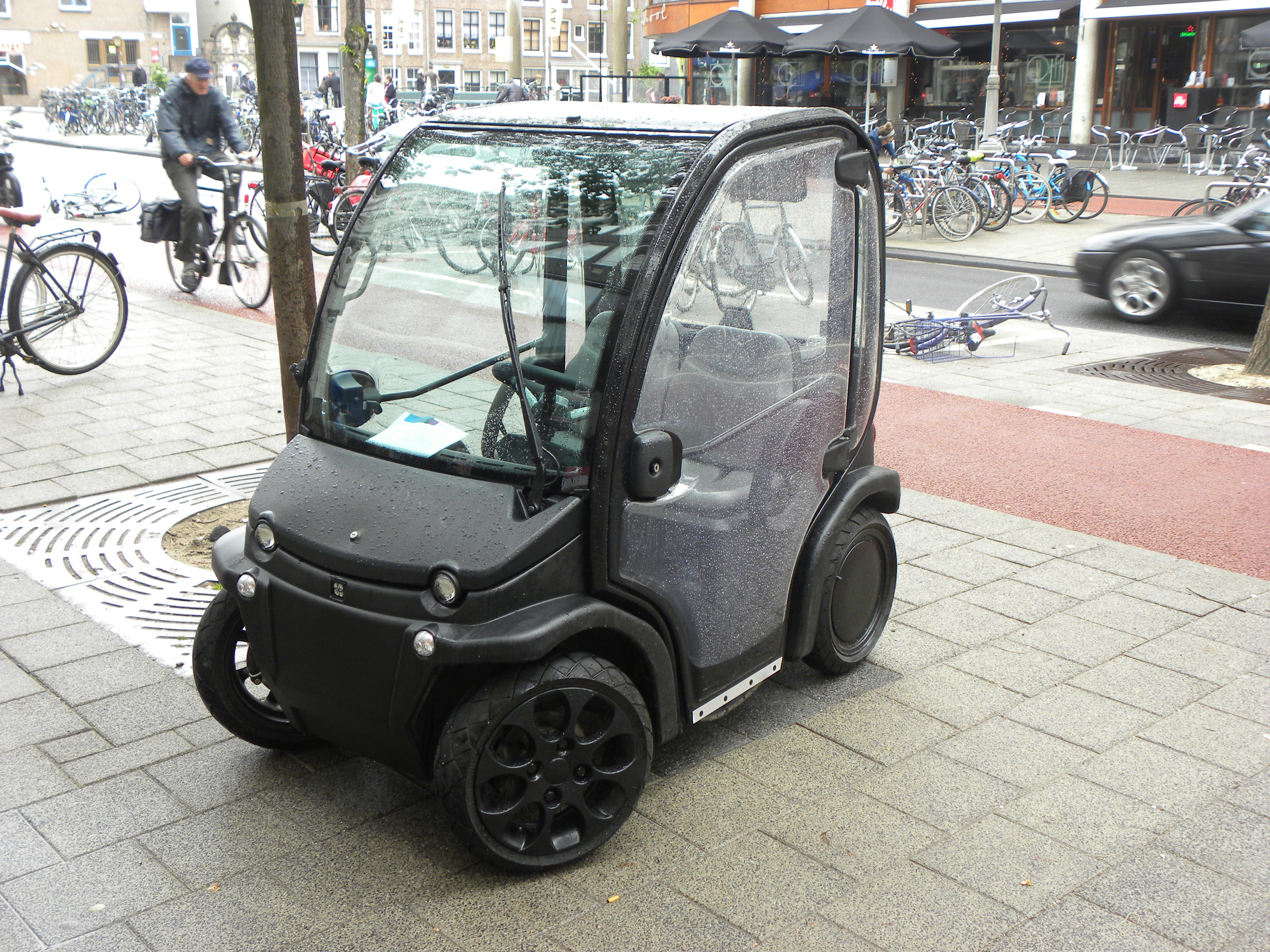
Estrima Birò

Estrima S.p.A – włoski producent elektrycznych mikrosamochodów z siedzibą w Pordenone działający od 2008 roku.

## Historia
Startup Estrima powstał w 2008 roku we włoskim mieście Pordenone z inicjatywy przedsiębiorcy Matteo Maestiriego, koncentrując się na autorskim projekcie niewielkiego mikrosamochodu niskich prędkości. Rezultatem pracy konstrukcyjnych był przedstawiony w 2009 roku elektryczny mikropojazd o nazwie Estrima Birò, którego sprzedaż rozpoczęła się jesienią tego samego roku początkowo z ograniczeniem do lokalnego rynku włoskiego.
Po zbudowaniu stabilnej pozycji rynkowej w rodzimych Włoszech, firma systematycznie modernizowała swój sztandarowy produkt i poszerzyła jego ofertę o warianty nadwoziowe zróżnicowane pod kątem aranżacji kabiny pasażerskiej, jak i nadwozia. W 2021 roku firma ogłosiła plany poszerzenia swojej oferty modelowej o kolejne rynki europejskie. Estrima otworzyła m.in. punkty dealerskie m.in. w Turynie i Rzymie, a w drugiej połowie 2022 roku jej model Birò trafił do sprzedaży także w Hiszpanii poprzez lokalnego dystrybutora elektrycznych mikrosamochodów Invicta Electric.

## Modele samochodów

### Obecnie produkowane
- Birò